# Přerozchodování
Přerozchodováním se v kolejové dopravě nazývá změna rozchodu koleje k jinému, pomocí výměny kolejnic. Alternativou k přerozchodování je dvourozchodová splítková trať, nebo přerozchodování samotných kolejových vozidel.
V ideálním případě by bylo dobré, aby všechny železnice měly stejný rozchod, protože většina rozchodů koleje má podobné přepravní parametry a odpadla by nutnost přerozchodovávat kolejová vozidla v místech, kde trať přechází z jednoho rozchodu na druhý.

## Trvalá změna

### Kolejnice
Kolejnice nemusí vyhovovat zatížení od vozů se širším rozchodem, a tak je nutná výměna za odolnější kolejnice.

### Typy pražců
Pokud se rozchod zmenšuje, mohou být pražce dále používány s přečníváním přes kolejnice. Naopak, pokud se rozchod zvětšuje, mohou být pražce, které se používaly pro úzkorozchodnou trať, příliš krátké a musí se vyměnit.
Často se před přerozchodováním k jinému rozchodu pokládají pražce, které jsou dostatečně dlouhé pro širší rozchod a zároveň splňují technické parametry pro oba rozchody. Těchto pražců lze využít i pro výstavbu splítkových tratí. V případě, že je rozdíl mezi rozchody malý, například: 1000 mm /1067 mm nebo 1435 mm /1524 mm, není možné postavit splítkovou trať ze tří kolejnic a je nutná splítka se čtyřmi kolejnicemi.
- Dřevěné pražce, pokud umožňují instalaci širšího rozchodu, jsou vždy vhodné pro přerozchodování, protože dodatečné díry pro upevnění kolejnice lze vyvrtat dodatečně.
- Betonové pražce nemohou být změněny dodatečně, všechny upevňovací body musí být vytvořeny při výrobě pražce.
- Ocelové pražce by měly mít možnost uchycení třetí koleje již z výroby, pokud takto pražce vyrobené nebyly, je i tak možné je s různými obtížemi upravit.

Při přerozchodování železnice mezi Melbourne a Adelaide v Austrálii z 1600 mm na 1435 mm, splítka nebyla možná, protože na trati byly použity širokopatní kolejnice. Na trati byly použity pražce se speciálním uchycením bez šroubů, které umožnilo přerozchodování za pouhé dva týdny.
Vláda Jižní Austrálie oznámila 5. 6. 2008, že by Adelaidská metropolitní síť měla být do roku 2012 přerozchodována na normální rozchod (1435 mm). Dřevěné pražce jsou v celé metropolitní oblasti postupně vyměňovány za betonové s možností přerozchodování. Avšak přerozchodování bylo z finančních důvodů odsunuto do dohledné budoucnosti.

## Průjezdní průřez
Úzkorozchodné železnice často mají značně menší průjezdní profil, a proto jsou i kolejová vozidla užší. Přerozchodování na širší rozchod většinou obnáší rozšíření průjezdního profilu na mostech, v silničních podjezdech a v tunelech. Náspy a zářezy též musí být někdy rozšířeny.
Úzkorozchodné tratě obvykle mají menší poloměr oblouků než tratě se širším rozchodem, a tak je často nutné přeložení celého kolejového tělesa tak, aby mohly mít oblouky požadovaný poloměr. Osová vzdálenost musí být také navýšena z důvodu širšího průjezdního profilu.

## Izolované tratě ojiném rozchodu
Během přerozchodování tratě mezi Seymour a Albury se ponechaly některé vlečky, jako například z Benally do Oaklands, a některé stanice, například ve Violet Town, na původním rozchodu, protože nemohou být obsluhovány běžnými vlaky bez náročných stavebních úprav.
V tomto případě je průjezdní profil mezi rozchodem 1600 mm a 1435 mm téměř shodný.

## Kolejová vozidla
Vozidla musí být vybavena úpravami pro změnu podvozku nebo musí mít podvozky s možností změny rozchodu. Například osobní vlaky, které přejíždí z 1435 mm ve Francii na 1668 mm ve Španělsku, projíždí speciální zařízení, které plynule za jízdy 15 km/h přenastaví rozchod.

### Lokomotivy

#### Parní lokomotivy
Parní lokomotivy je obtížné přerozchodovat, pokud to není umožněno z výroby. Například některé lokomotivy Garrat East African Railways a parní lokomotivy vyráběné pro stát Victoria v Austrálii po třicátých létech 20. století. Avšak pouze několik bylo přerozchodováno.
Pokud přestavbě konstrukčně nebrání kotel a topeniště, je možné lokomotivu přerozchodovat pouze na širší rozchod.
Okolo roku 1860 přerozchodovala společnost Bristol and Exeter Railway 5 lokomotiv z rozchodu 1435 mm na 2134 mm pro provoz na železnici Great Western. Po přerozchodování Great Western byly lokomotivy přerozchodovány zpět na normální rozchod.
V 19. století byly některé lokomotivy, vyráběné v USA pro široký rozchod 1524 mm konstruovány s ohledem na jednoduchou přestavbu na normální rozchod 1435 mm.
Ve 20. století se některé třídy lokomotiv, vyráběných ve Victorii v Austrálii, konstruovaly tak, aby je bylo možné přerozchodovat z rozchodu 1600 mm na rozchod 1435 mm.
Mezi roky 1922 a 1949 bylo 5 úzkorozchodných (1067 mm) lokomotiv South Australian Railways T class přerozchodováno na třídu Tx s rozchodem 1600 mm. Později byly vráceny na původní rozchod.
V roce 1941 plánoval lidový komisariát pro železnice v SSSR přerozchodovat parní lokomotivy, které získal Sovětský svaz zabráním části Polska a Rumunska, z normálního rozchodem na ruský (1524 mm) rozchod.
Po druhé světové válce bylo mnoho zabavených německých lokomotiv pacific přerozchodováno na ruský rozchod.

#### Naftové a elektrické lokomotivy
Většina naftových a elektrických lokomotiv používá podvozky, které lze při přerozchodování vyměnit. Lokomotivy s neotočnými podvozky je problematické přerozchodovat.
V Austrálii se běžně naftové lokomotivy přerozchodovávají mezi širokým, normálním a úzkým rozchodem.

### Vagóny a nákladní vozy
Přerozchodování vagónů a nákladních vozů probíhá pomocí výměny dvojkolí nebo celých podvozků. Toto bylo provedeno při přechodu železnice Great Western z 2140 mm na 1435 mm v roce 1892.

## Příklady
Během první a druhé světové války probíhalo přerozchodování mezi Německem a Ruskem podle posunu východní fronty během první světové války, druhé světové války a podle změn hranic států.
- Indie přerozchodovala 17000 km s rozchodem 1000 mm na 1676 mm v projektu Unigauge
- Melbourne – Adelaide – na 600 km byly v roce 1990 instalovány speciální pražce, a tak bylo možné provést přerozchodování během dvou týdnů v 1995.
- Adelaide – instalovány pražce pro dva rozchody pro snadnější přerozchodování v budoucnu.
- Port Harcourt – Onne, Nigérie – instalovány pražce pro dva rozchody, ale přerozchodování se zatím nechystá.
- Při „dočasném“ přerozchodování tratě v Mount Gambier v Jižní Austrálii z 1067 mm na 1600 mm v 50. létech 20. století byly některé z instalovaných ocelových pražců třírozchodové, aby bylo možné provést plánovaný přechod k rozchodu 1435 mm, avšak k tomuto přerozchodování zatím nedošlo.
- Tanzanie v roce 2008 odsouhlasila použití 1000 mm/ 1067 mm ocelových pražců a 1000 mm/ 1067 mm betonových pražců při budoucím přerozchodování.

### Přerozchodování na normální rozchod
- 1970 Indian Pacific
  -  úsek trati ze Seymour do Albury ve Victorii byl přerozchodován z 1600 mm a současně byla vytvořena dvoukolejná trať, kvůli zvyšující se vnitrostátní přepravě. Trať v Oaklands, která používala rozchod 1600 mm byla též přerozchodována.
- 1881 V Toronto byla Grey and Bruce Railway přerozchodována z 1067 mm.
- 1941 Při postupu Wermachtu během druhé světové války do Sovětského svazu byla železnice z Brestu do Minsku přerozchodována[3]
- 1964/65 byla přerozchodována železnice v Zabergäu z 750 mm.
- V Peru z Huancaya do Huancaveliky bylo přerozchodováno 147 km z rozchodu 914 mm v roce 2009.[4]
- Španělsko buduje své vysokorychlostní tratě (VRT) na rozchodu 1435 mm, i když ve Španělsku je nejrozšířenější rozchod iberský 1668 mm; nové odříznuté tratě jsou budovány s pražci pro dva rozchody tak, aby bylo jednoduché tyto tratě v budoucnu přerozchodovat na normální rozchod.
- Kongresový akt, vydaný 3. března 1863,[5] nazvaný „AN ACT to establish the gauge of the Pacific railroad and its branches.“ (česky „Akt na zavedení rozchodu Pacifické železnice a jejich odboček“), nastavil standardy pro první transkontinentální železnici a podpořil přerozchodování dříve umístěných kolejí. To dovolilo rychlejší přepravu zboží po kontinentě. Tratě na jihu USA nebyly, z důvodu americké občanské války, přerozchodovány do 31. května 1866 – 1. dubna byly přesazeny z rozchodu 1524 mm na 1448 mm, který je funkčně kompatibilní s normálním rozchodem. Konečné přerozchodování na normální rozchod proběhlo při postupné údržbě kolejí.[6]

#### Připravované
- Sierra Leone, Pepel přístavní trať na přepravu železné rudy, která má být přerozchodována z 1067 mm na 1435 mm.[7]

### Přerozchodování na kapský rozchod

#### Sjednocení sJihoafrickými železnicemi
- Beria – Salisbury – 1910 – byla 610 mm
- železnice v Namibii, 30. léta 20. století, much of which was 610 mm

#### Izolované
- železnice mezi Matadi a Kinshasa, 1932 – přerozchodování z rozchodu 762 mm; většinou nové vedení tratě
- železnice v Angole, přerozchodování z rozchodu 1000 mm
- železnice mezi Angolou a Namibií, 50. léta 20. století, bylo 600 mm

- Kindu (přístav u řeky Lualaba) – Kibombo – Kongolo – Kabalo (přístav u řeky Lualaba a křížení s železnicí v Katanze) – Nyunzu – Niemba – Kalemie (přístav u jezera Tanganika), bylo 1067 mm. Tato linka byla izolovaná s rozchodem 1000 mm do roku 1955, kdy byla přerozchodována, kvůli propojení s železniční tratí v Katanze v roce 1956.

### Přerozchodování na metrový rozchod
Od roku 1920 byly části železnic v Siamu s normálním rozchodem o délce zhruba 1 000 km postupně přestavěny na splítkovou trať se třetí kolejnicí, a pak přerozchodován na 1000 mm, čímž byl sjednocen celý systém.

### Rychlost přerozchodování
- 20 km/den bylo tempo přerozchodování, které zvládl prapor 500–1500 mužů, během bojů ve východní Evropě za druhé světové války.[9]

## Proměnný rozchod nápravy
Přerozchodování se může stát méně důležité s rozvojem různých systémů proměnných rozchodů náprav, například AVE nebo SUW 2000.